# Nissan R381

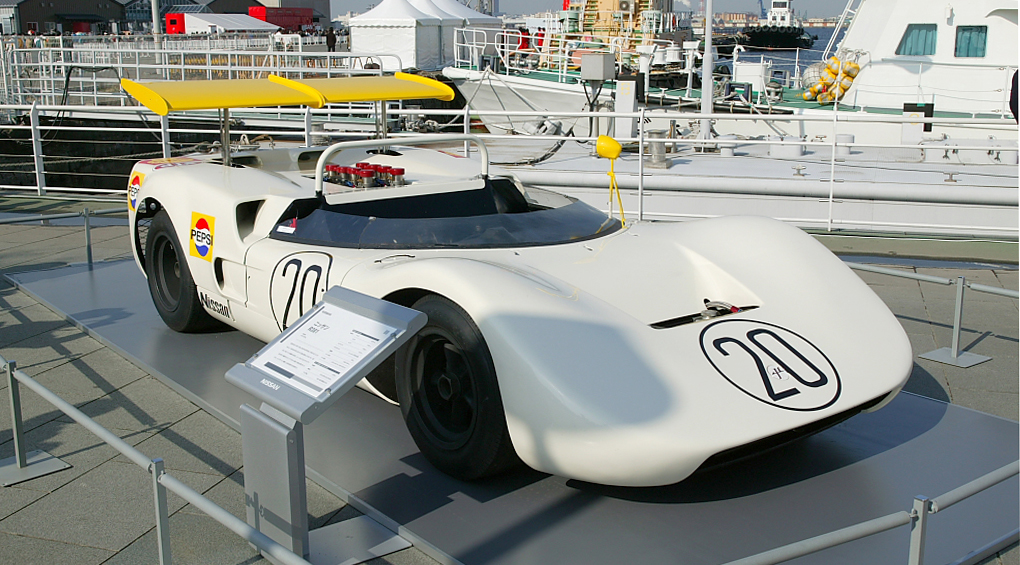
Nissan R381

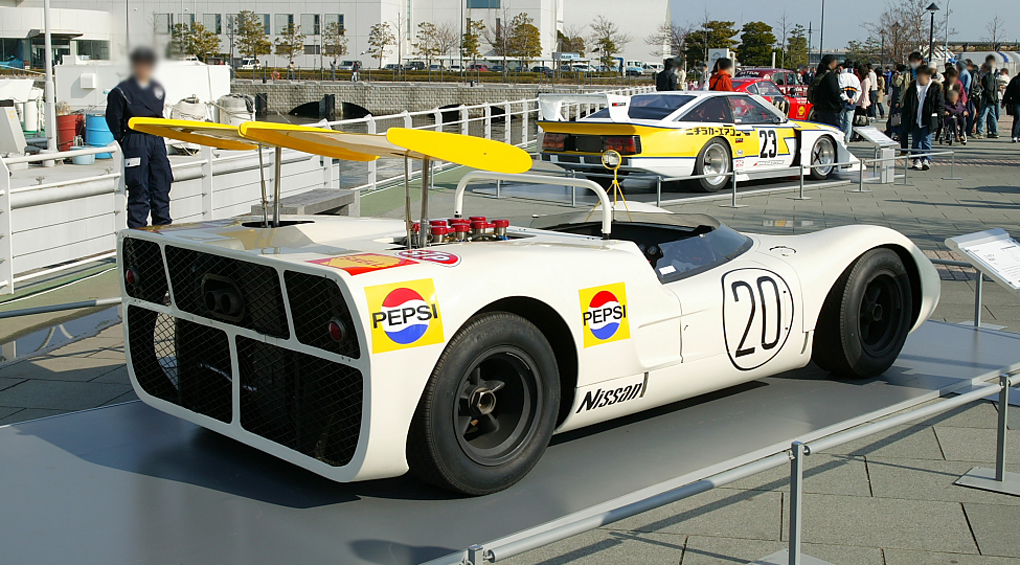
Heckansicht

Der Nissan R381 war ein Rennwagen-Prototyp der 1968 von Nissan Motors für die Teilnahme am Großen Preis von Japan gebaut wurde. Er war der Nachfolger des noch von der Prince Motor Company gebauten Nissan R380-II.

## Entwicklungsgeschichte und Technik
Nach der Niederlage des Nissan R380-II beim japanischen Grand Prix von 1967 begann Nissan mit der Entwicklung eines Autos für den Grand Prix von 1968. Ursprünglich konstruierte Nissan eine Coupé-Karosserie. Das Heck dieses Autos wurde gegenüber dem R380 verlängert und mit einer Abrisskante versehen. Die Motorhaube wurde aerodynamisch optimiert, und für mehr Abtrieb bekam das Auto einen Heckflügel. Als man aber erfuhr, dass Toyota sein neues Auto, den Toyota 7, nach dem Reglement der Gruppe 7 baut, änderte Nissan sofort die Pläne für den Nissan R381. Die geschlossene Coupé-Karosserie wurde in einen offenen CanAm-Prototyp umkonstruiert. 
Für diese Kategorie war aber der Prince-GR8-Reihensechszylinder zu klein und zu schwach und Prince baute einen neuen V12-Motor. Da dieser Motor aber nicht fristgerecht fertig wurde, kaufte man kurzerhand einen Chevrolet-Motor. Dieser 5,5-Liter-V8-Motor war mit 450 PS zirka doppelt so stark wie der Prince GR8.
Der Heckflügel des Nissan R381 wurde nach dem Vorbild des Chaparral aus der CanAm-Serie gebaut. Dieser Heckflügel war in der Mitte geteilt, und der Anstellwinkel konnte während der Fahrt hydraulisch verstellt werden. Je nach Kurve wurde entweder der linke oder der rechte Flügelteil nach oben geschwenkt. 

## Renngeschichte
Bei seinem Debüt beim japanischen Grand Prix trafen die drei neuen Nissan R381 auf drei bewährte Nissan R380-II, drei ebenfalls neue Toyota 7 und mehrere Porsche. Das Rennen wurde zu einem Erfolg für Nissan. Man belegte die Plätze eins, drei, vier, fünf und sechs. Nur ein Porsche 910 auf dem zweiten Platz verhinderte den totalen Triumph. Dies war der einzige Rennauftritt des Nissan R381. Danach wurde er vom Nissan R382 mit dem nun fertigen Nissan V12-Motor abgelöst.
2005 restaurierte NISMO einen Nissan R381 und setzte das Auto bei mehreren Schauläufen zusammen mit anderen R380-Modellen ein.